# 남양 홍씨 (토홍계)
남양 홍씨(南陽 洪氏)는 경기도 화성시 남양읍을 본관으로 하는 한국의 성씨이다.

## 역사
토홍(土洪)의 시조 홍선행(洪先幸)은 대대로 당성에 세거했던 토착 사족으로서 고려 고종 때 금오위별장(金吾衛別將)을 지냈다고 한다.
토홍은 조선시대에 문과 급제자 42명, 상신 2명, 대제학 1명, 청백리 3명, 부마 1명, 공신 3명을 배출하였다. 
12세 홍언필(洪彦弼)이 중종 때 영의정을 지내고, 명종이 즉위하자 을사사화에 가담해 익성부원군(益城府院君)에 봉해졌다. 홍언필의 아들 홍섬(洪暹)도 선조 때 영의정을 세 차례나 중임하고 청백리에 뽑혔다. 
홍언필의 동생인 홍언광(洪彦光)의 아들 홍담(洪曇)은 훈구파(勳舊派)의 거두로서 선조 때 우참찬에 이르렀고 청백리에 녹선되었다. 홍담의 손자인 홍희(洪憙)는 인조의 이모부로서 익평부원군(益平府院君)으로 추봉되었고, 홍희의 아들인 홍진도(洪振道)는 판중추부사에 이르렀다.
10세 홍귀연(洪貴演)의 아들 홍숙(洪淑)은 중종 때 좌찬성에 올랐고, 그의 현손인 홍익한(洪翼漢)은 병자호란 때 척화론을 주창한 삼학사(三學士)의 한 사람이다.
11세 홍한(洪瀚)의 증손자인 홍가신(洪可臣)은 이몽학의 난을 평정하여 청난공신(淸亂功臣)에 책록되고, 광해군 때 형조판서에 이르렀다. 홍가신의 손자인 홍우정, 홍우량, 홍우원(洪宇遠)도 현달하였으며, 홍우원은 숙종 때 공조판서에 올랐다.

## 분파
9세손 홍익생(洪益生)의 아들부터 갈라져 10~12세손에서 5파로 나뉜다.
- 10세 홍귀해(洪貴海)
  - 11세 홍형(洪泂)
    - 12세 홍언필(洪彦弼) → 문희공파(文僖公派)
    - 12세 홍언광(洪彦光) → 정효공파(貞孝公派)

  - 11세 홍한(洪瀚) → 참의공파(參議公派)
- 10세 홍귀호(洪貴湖) → 주부공파(主簿公派)
- 10세 홍귀연(洪貴演) → 대호군공파(大護軍公派)

## 본관
남양(南陽)은 경기도 화성시(華城市) 남양읍 일대의 지명이다. 본래 고구려의 당성현(唐城縣)이다. 신라가 757년(경덕왕 16)에 당은군(唐恩郡)으로 고쳤고, 822년(헌덕왕 14)에 수성군(水城郡)에 병합되었으나 829년(흥덕왕 4)에 당성진을 설치하면서 분리되었다. 940년(고려 태조 23)에 당성군이 되었다가, 1018년(현종 9)에 수주(水州)의 관할에 들었고, 후에 인주(仁州)의 영현이 되었다. 1172년(명종 2) 독립하여 감무를 두었다. 1290년(충렬왕 16)에 강녕도호부(江寧都護府)로 승격되었고, 다시 익주목(益州牧)으로 승격되었다. 1310년(충선왕 2)에 남양부으로 강등되었다. 1413년(태종 13)에 남양도호부가 되었다. 《세종실록지리지》에 경기도 남양도호부의 토성(土姓)으로 홍(洪)·송(宋)·방(房)·박(朴)·최(崔)·서(徐) 6성이 기록되어 있다.
1896년에 경기도 남양군이 되었다. 1914년 수원군에 병합되었다가 1949년 수원시가 분리되면서 화성군으로 개칭되었다. 2001년 화성시로 승격되었고, 시청 소재지는 남양읍이다.

## 항렬자
| 24세     | 25세            | 26세            | 27세            | 28세   | 29세            | 30세          | 31세     | 32세          | 33세     | 34세   | 35세     | 36세   | 37세     | 38세   | 39세     | 40세   | 41세     |
| -------- | --------------- | --------------- | --------------- | ------ | --------------- | ------------- | -------- | ------------- | -------- | ------ | -------- | ------ | -------- | ------ | -------- | ------ | -------- |
| 口후(厚) | 口유(裕) 영(永) | 사(思) 口수(秀) | 口선(善) 현(顯) | 승(承) | 口화(和) 의(宜) | 용(容) 성(性) | 口교(敎) | 현(鉉) 진(鎭) | 口원(源) | 주(柱) | 口희(熙) | 세(世) | 口진(鎭) | 한(漢) | 口구(求) | 병(炳) | 口규(圭) |

## 인구
- 1985년 2,813가구 13,069명
- 2000년 9,250가구 30,662명

## 같이 보기
- 남양 홍씨 당홍계
- 풍산 홍씨
- 홍주 홍씨
- 회인 홍씨
- 의성 홍씨